# 阇耶跋摩一世
阇耶跋摩一世（Jayavarman I，活跃于7世纪中叶）柬埔寨真腊王国最伟大的统治者之一，在位40年之久。但是，正是在他统治末期，真腊分裂为两个国家。
阇耶跋摩一世向北大大扩张了真腊的领土，其势力直达今日老挝境内的中上寮地区和万象一带，以及泰国的东北部。阇耶跋摩一世在位末期（约711年至716年之间），真腊分裂为水真腊和陆真腊两个国家，其辖境大致相当于今天的柬埔寨和老挝。
在阇耶跋摩一世所立的许多碑铭中，有一座碑铭这样称颂他:“诸王中光荣的狮子，胜利的阇耶跋摩。”
| 前任： 拔婆跋摩二世 | 柬埔寨君主列表 | 继任： 阇耶特维 |